# Cassigerinelloita
Cassigerinelloita es un género de foraminífero planctónico de la familia Catapsydracidae, de la superfamilia Globorotalioidea, del suborden Globigerinina y del orden Globigerinida. Su especie tipo es Cassigerinelloita amekiensis. Su rango cronoestratigráfico abarca desde el Ypresiense superior hasta el Luteciense inferior (Eoceno inferior).

## Descripción
Cassigerinelloita incluía especies con conchas triseriadas globigeriformes, que cambia de dirección de enrollamiento dos o tres veces a lo largo de su ontogenia, de tal manera que la conjunto triseriado se enrolla a su vez trocoespiraladamente; sus cámaras eran subesféricas; sus suturas intercamerales eran rectas e incididas; su contorno ecuatorial era lobulado; su periferia era redondeada; sin ombligo evidente; su abertura principal era interiomarginal, de posición variable, con forma de arco bajo y rodeada en ocasiones por un labio; podían presentar aberturas suturales en cámaras terminales, las cuales no se disponían triseriadamente; presentaban pared calcítica hialina, microperforada, y superficie pustulada.

## Discusión
Clasificaciones posteriores han incluido Cassigerinelloita en la familia Cassigerinellidae, de la superfamilia Heterohelicoidea y del orden Heterohelicida. Cassigerinelloita fue incluida inicialmente dentro de la familia Cassigerinellidae, a pesar de no tener una disposición biseriada de las cámaras. Posteriormente fue incluida en la familia Catapsydracidae, al considerar que presentaba una pared reticulada y bullas como el género Catapsydrax. Sin embargo, posteriormente se incluyó en la familia Guembelitriidae al comprobar que tenía pared microperforada, pustulada y una disposición triseriada de base como en el género Jenkinsina. Las diferentes interpretaciones en torno a su fenotipo y su posición taxonómica se debe al peculiar enrollamiento, en el que el conjunto triseriado está a su vez enrollado espiraladamente con cámaras terminales en disposición desordenada, dando una apariencia de bullas, y que la densidad de sus pústulas puede ser tal que le genera una pared rugosa con apariencia reticulada.

## Paleoecología
Cassigerinelloita incluía especies con un modo de vida planctónico, de distribución latitudinal cosmopolita, preferentemente subpolar (Hemisferio Sur), y habitantes pelágicos de aguas superficiales (medio nerítico y epipelágico, en zonas de upwelling).

## Clasificación
Cassigerinelloita incluye a la siguiente especie:
- Cassigerinelloita amekiensis †